# Боробудур
7°36′29″ пд. ш. 110°12′14″ сх. д. / 7.60806° пд. ш. 110.20389° сх. д.
Боробуду́р (індонез. Candi Borobudur, яван. ꦕꦤ꧀ꦝꦶꦧꦫꦧꦸꦝꦸꦂ, трансліт. Candhi Barabudhur) — буддійський храмовий комплекс (чанді) на острові Ява, визначний пам'ятник індонезійської архітектури і скульптури другої половини VIII ст. — першої половини IX ст. Ймовірно побудований між 760 — 830 роками. Монументальна будова, заввишки 35 м, в нижній частині складається з галерей, що утворюють шестиступінчасту квадратну в плані піраміду з основою 111×111 м. На трьох верхніх круглих терасах, навколо великої центральної ступи (дагоби), розміщені 72 маленькі ступи. Сходи посередині кожного боку піраміди ведуть на вершину. План будови — мандала.
Мури нижніх терас прикрашені різьбленими барельєфами на теми буддійських легенд. Ці барельєфи відзначаються реалістичністю народних побутових сцен.

## Загальний огляд
Боробудур зведений як величезна ступа, виготовлена у формі мандали. Фундамент ступи - квадратний, зі стороною 118 м. У ступи є вісім ярусів: п'ять нижніх - квадратні, і три верхні - круглі. Форма мандали представляє схему світобудови відповідно до буддійських уявлень (див. Абхідхарма). На верхньому ярусі розташовано 72 малі ступи навколо великої центральної. Кожна ступа у вигляді дзвону. Усередині ступ знаходяться 504 статуї Будди та 1460 барельєфів на релігійні сюжети.
Досі Боробудур є місцем паломництва та молитов. Прочани проходять сім разів за годинниковою стрілкою на кожному рівні. Дотик до кожного Будди зі ступів на верхньому ярусі, згідно з повір'ями, приносить щастя.

## Конструкція
Весь об'єм усієї споруди становить приблизно 55 000 м³. Ступа споруджена з 2000000 кам'яних блоків. Досі вчені не можуть визначити точну дату та тривалість будівництва цього храму, — припускають, що храм було зведено у VII—IX ст.